# Monaldo da Ancona
Monaldo da Ancona (Ancona, XIII secolo – Erzincan, 15 marzo 1314) è stato un religioso italiano, frate francescano, missionario e martire in Armenia. È venerato come santo dalla Chiesa armena e come beato dalla Chiesa cattolica.

## Biografia

Localizzazione dell'odierna provincia di Erzincan, in Turchia.

Fu martirizzato insieme a Francesco da Petriolo e ad Antonio Cantoni da Milano, entrambi servi di Dio. Sul martirio di questi tre frati francescani, che nel territorio armeno si curarono di predicare il cristianesimo tra i fedeli musulmani, esiste una relazione di Carlino de' Grimaldi, il guardiano di Trebisonda.
Secondo quanto riportato, i tre frati parlavano alla folla il giorno di venerdì nella città di Arzenga (odierna Erzincan) e ogni settimana le loro argomentazioni si facevano sempre più convincenti tanto da turbare la popolazione. Venne quindi convocato il consiglio degli anziani e degli iman e questo decise di metterli a morte per aver insultato il loro profeta e la loro legge.
Durante la predicazione del venerdì della terza settimana di Quaresima, (15 marzo 1288, anche se altri ritengono sia l'anno 1318), vennero arrestati e portati nella piazza della città. Un saraceno che, mosso dalla compassione aveva cercato di difenderli, fu ucciso all'istante. Confessarono nuovamente in piazza, davanti al tribunale, la loro fede in Cristo. Allora i musulmani presenti si adirarono e sfoderarono le spade contro di loro, amputando loro gli arti, mentre essi affidavano la loro anima nelle mani di Dio. Infine furono decapitati. I corpi vennero abbandonati in piazza e poi gettati in campagna, perché fossero sbranati dalle bestie, gli arti e le teste furono appesi alle porte e alle mura della città, sotto la sorveglianza dei soldati. Un sacerdote armeno riuscì a ricomporre alcuni resti e a dar loro un'onorata sepoltura.

## Culto
Si racconta che sopra la loro tomba un cieco riacquistò la vista.
Il 28 aprile dello stesso anno si fece la traslazione delle reliquie. La venerazione degli armeni verso questi martiri era tanta che il patriarca li iscrisse nel catalogo dei santi armeni, imponendo il digiuno durante la vigilia del giorno del martirio.